# 海部観光
海部観光株式会社（かいふかんこう、英語: Kaifu kanko co., ltd.）は、徳島県海部郡美波町に本社を置く貸切バス・高速路線バス事業者、旅行会社である。コーポレートスローガンとして「徳島の先頭を走り続けたい」を掲げている。
徳島県バス協会会員、社団法人全国旅行業協会正会員。
2020年（令和2年）11月より、東京都千代田区有楽町に本社を置くナオヨシ株式会社の連結子会社となっている。

## 概要

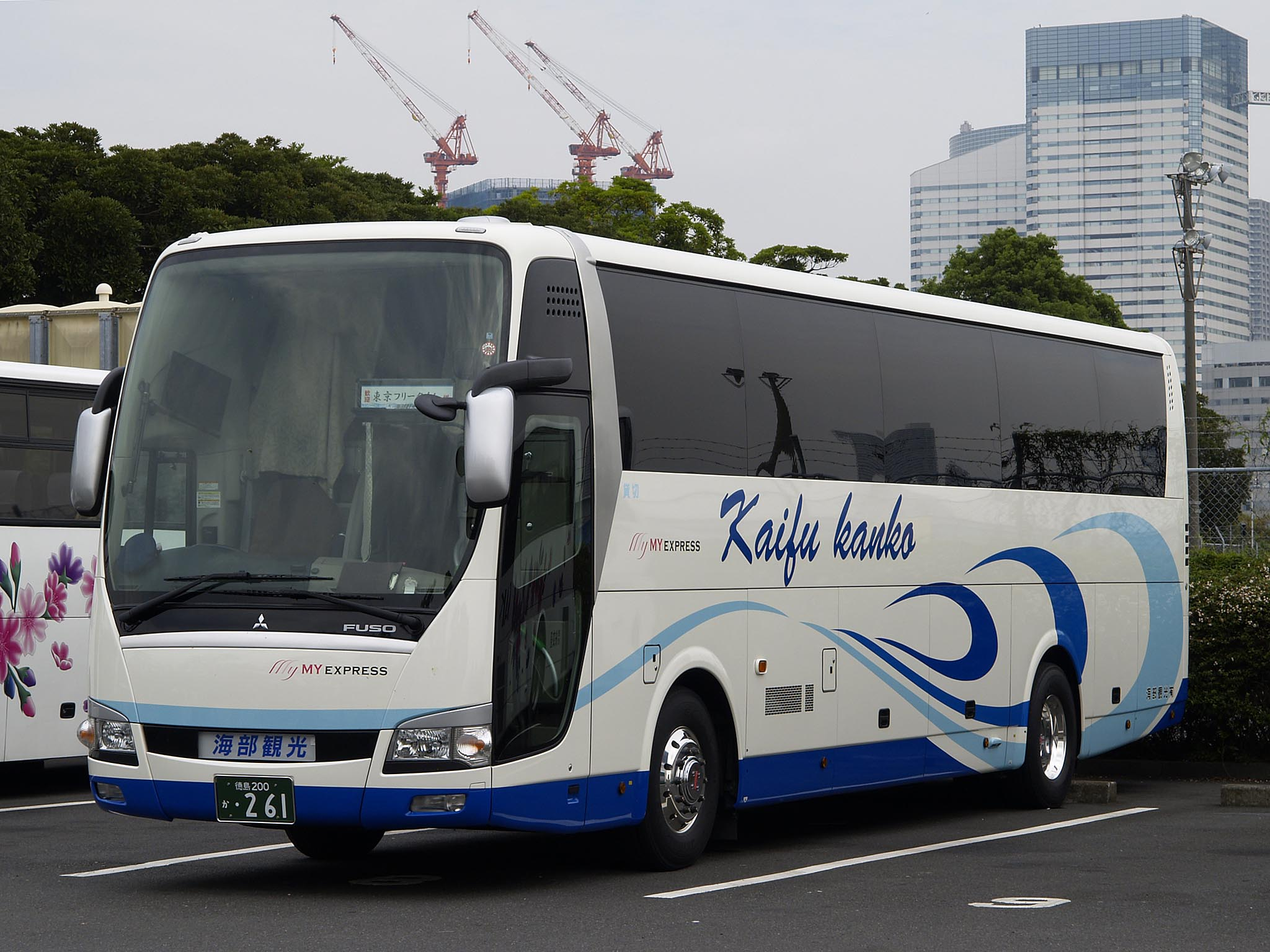
高速バス「マイエクスプレス」（ツアーバス時代）

1996年（平成8年）6月5日、当時バス運転手として働いていた打山昇が会社を創業し、同年7月10日付で旅行業登録を受け、旅行会社として事業を開始したという比較的新しい事業者である。
当初は有限会社として創業され、のちに株式会社に改組された。その名残で、現在でも運行する高速ツアーバスや観光バスの集合・待機所等の看板に「海部観光有限会社」と表記したものが見られる。
その後は1998年（平成10年）2月10日付で一般貸切旅客自動車運送事業の認可を取得（四運自旅第71号）、貸切バス事業を開始した。阪急交通社主催ツアー専用のバスを所有・運行している。
当初は観光ツアー向けの貸切バス運行のみを手掛けていたが、2006年（平成18年）10月に阿南・徳島⇔東京（新宿・東京駅）便の運行を開始したのを皮切りに高速ツアーバスに参入した。
東京⇔徳島間のツアーバスは、日によっては途中で大阪（梅田駅付近）に停車する便もあったため、東京⇔大阪間の利用者も多かった。トイレ付きの3列独立シートを採用している東京⇔大阪間のツアーバスでは、料金が比較的安めに設定されていた。
2011年4月27日に2列12席の全席個室タイプの車両「マイ・フローラ (“MY Flora”) 」を、さらに2012年4月1日からは3列独立21席で「マイ・フローラ」と同様な大型化粧室を備えた車両「マイ・リピート (“MY Repeat”) 」を東京⇔徳島便に就航させるなど、車両施策の面でも主力路線である東京⇔徳島便を中心に特徴的な施策を採っている。
中でもフラッグシップ車両の「マイ・フローラ」は、2列12席・全席完全個室タイプという座席配置のほか、各座席に地上デジタル放送やBSデジタル放送を楽しめる小型液晶テレビを設置し、桜交通がロータリーエアーサービスから継承したキラキラ号に匹敵する広さの大型トイレを採用するなど、非常に豪華な装備となっている。カーペットが敷かれた車内は土足禁止とされ、乗客は乗車時に専用の上履きに履き替える。
また車両の装備を豪華にするだけではなく、乗客を疲れさせないため、揺れない繊細な運転ができるよう、運転手も靴を脱いで運転するという珍しい方針を採っている。新人運転手は研修でこの「揺れない運転」の訓練を受け、4人の指導員が合格を出せば独車となるが、厳しい研修に合格するまで1年以上かかる者もいるという。ちなみに道路交通法では運転中の履物に関する規定はあるが、履物を脱いで運転することについての規定はない。
2013年（平成25年）7月30日に一般乗合旅客自動車運送事業の認可を取得、新高速乗合バス制度施行と同時に高速乗合バスに移行した。その後は「マイ・エクスプレス（“MY Express”）」のブランド名を用い、徳島⇔東京便以外にも徳島⇔大阪・神戸便を設定・運行するなど、運行路線を拡大している。
2017年（平成29年）3月には徳島駅前営業所構内に徳島県内では初となるバス転車台が完成し、狭い敷地内でも大型バスが安全に回転できるようになった。これは掘削中のトンネル内で大型車両の向きを変えるために使用する特殊な転車台を設置したもの。同社では「お客様にも（転車台を）楽しんでほしい」としており、2017年3月9日付『毎日新聞』地方版では「バスの転車台は珍しく、バスファンの間で話題になりそうだ」と報道された。
しかし2020年から本格化した新型コロナウイルス感染症の影響で経営が悪化し、海部観光グループは同年9月20日、事業再生コンサルティングなどを手掛けるナオヨシ株式会社（本社：東京都）に株式を譲渡する形で同社の子会社となることを発表。同年11月よりナオヨシの連結子会社となった。なお打山昇は顧問に退いたのち2021年に退職、現在は美波町でタクシー会社を営む傍ら介護タクシーの運転手となっている。

## 沿革
- 1996年（平成8年）
  - 6月5日 - 会社設立[1]。
  - 7月10日 - 旅行業登録[1]。
- 1998年（平成10年）2月10日 - 一般貸切旅客自動車運送事業認可[1]。貸切バス事業を開始。
- 2006年（平成18年）
  - 9月5日 - 阿南営業所を開設[1]。
  - 10月 - 高速ツアーバスに参入。阿南・徳島⇔東京便を運行開始。
  - 12月21日 - 徳島営業所、予約コールセンター那賀川を開設[1]。
- 2007年（平成19年）2月23日 - 高速バス予約サイト「高速バス.JP」を開始[1]。
- 2009年（平成21年）3月8日 - 阿南営業所と那賀川予約コールセンターを集約して移転[1]。
- 2013年（平成25年）7月30日 - 一般乗合旅客自動車運送事業認可[1]。新高速乗合バス制度施行に伴い、高速乗合バスへ移行。
- 2017年（平成29年）3月 - 徳島駅前営業所構内に県内初のバス転車台が完成[9]。
- 2020年（令和2年）
  - 4月5日～6日 - 新型コロナウイルス感染症の流行による緊急事態宣言発令により、東京都への高速バスを運休[13]。
  - 4月8日 - 関西方面への高速バスを運休[13]。
  - 6月1日～19日 - 緊急事態宣言解除を受け、大阪府・京都府・兵庫県への高速バス運行を順次再開[13]。
  - 6月19日～20日 - 東京都への高速バス運行を再開[13]。
  - 9月20日 - 海部観光グループがナオヨシへ株式を譲渡する形で同社の子会社になることを発表[11]。
  - 11月 - ナオヨシが海部観光を連結子会社化[3]。

## 本社・営業所
- 本社：徳島県阿南市内原町宮国31-1
- 阿南営業所：徳島県阿南市津乃峰町東分99-9[1]
- 松茂営業所：徳島県板野郡松茂町広島字北川向四ノ越11-6[1]
- 徳島駅前営業所・待合「バスオアシス」：徳島県徳島市一番町2-18[1]
- 無人チケット売り場
  - 徳島駅前チケット売り場[14]
  - 松茂チケット売り場[14]

## 運行路線

### 東京線（阿南 - 東京）
阿南市津乃峰町の海部観光阿南営業所と東京地区を結ぶ。バスの種類別（マイ・フローラ、マイ・リピート）に1日最大2往復運行される。京王電鉄バスの高速バス予約サイト「ハイウェイバスドットコム」での予約が可能。
以前は一部の便が大阪（梅田）・神戸（三宮）を経由していたが、2017年1月より停車を取り止めている。
走行距離が700kmを超える ため、乗務員は2人体制をとっている。また、途中2 - 3カ所のパーキングエリア、サービスエリアを経由し、休憩をとる行程となっている。

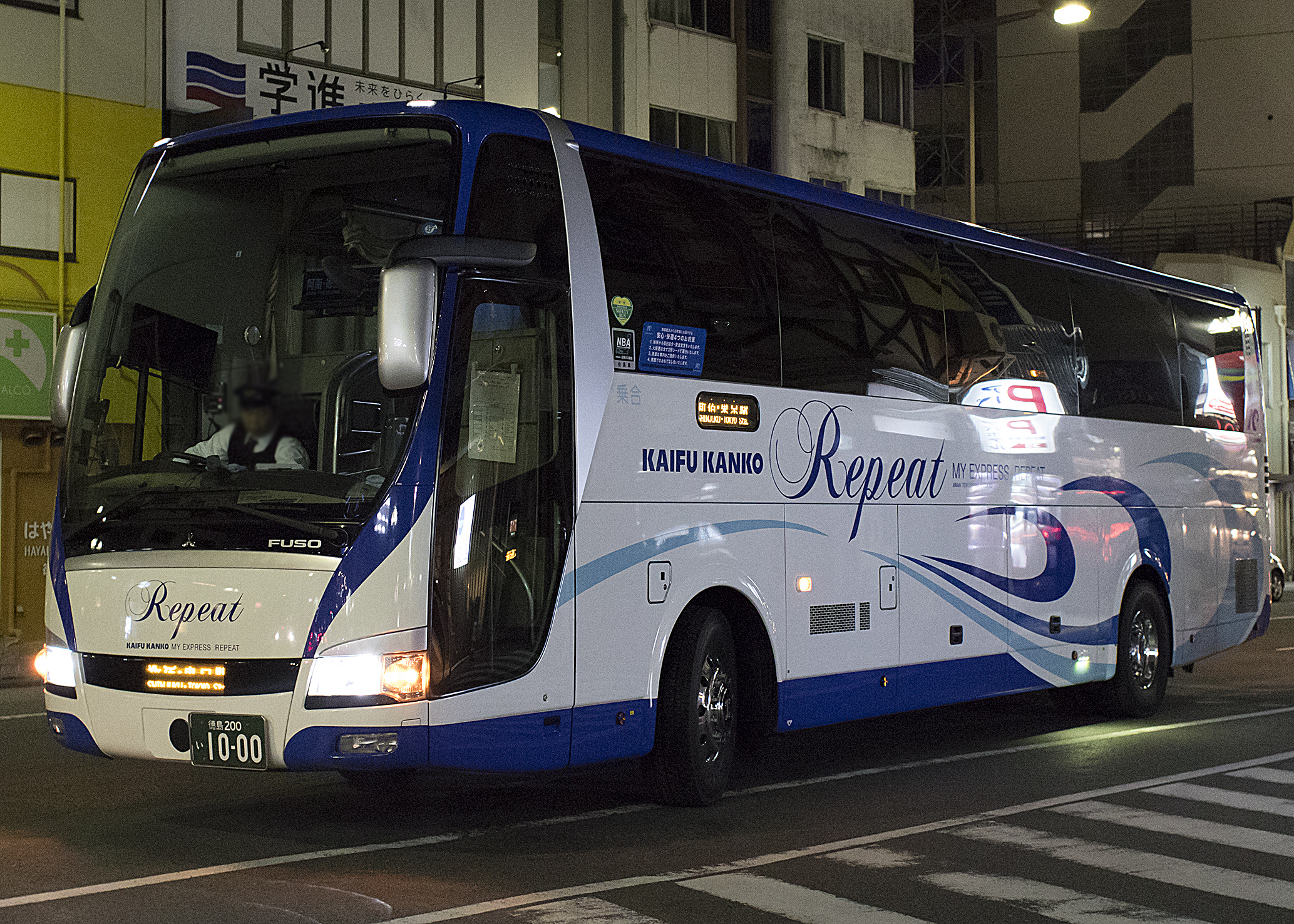
マイ・リピート
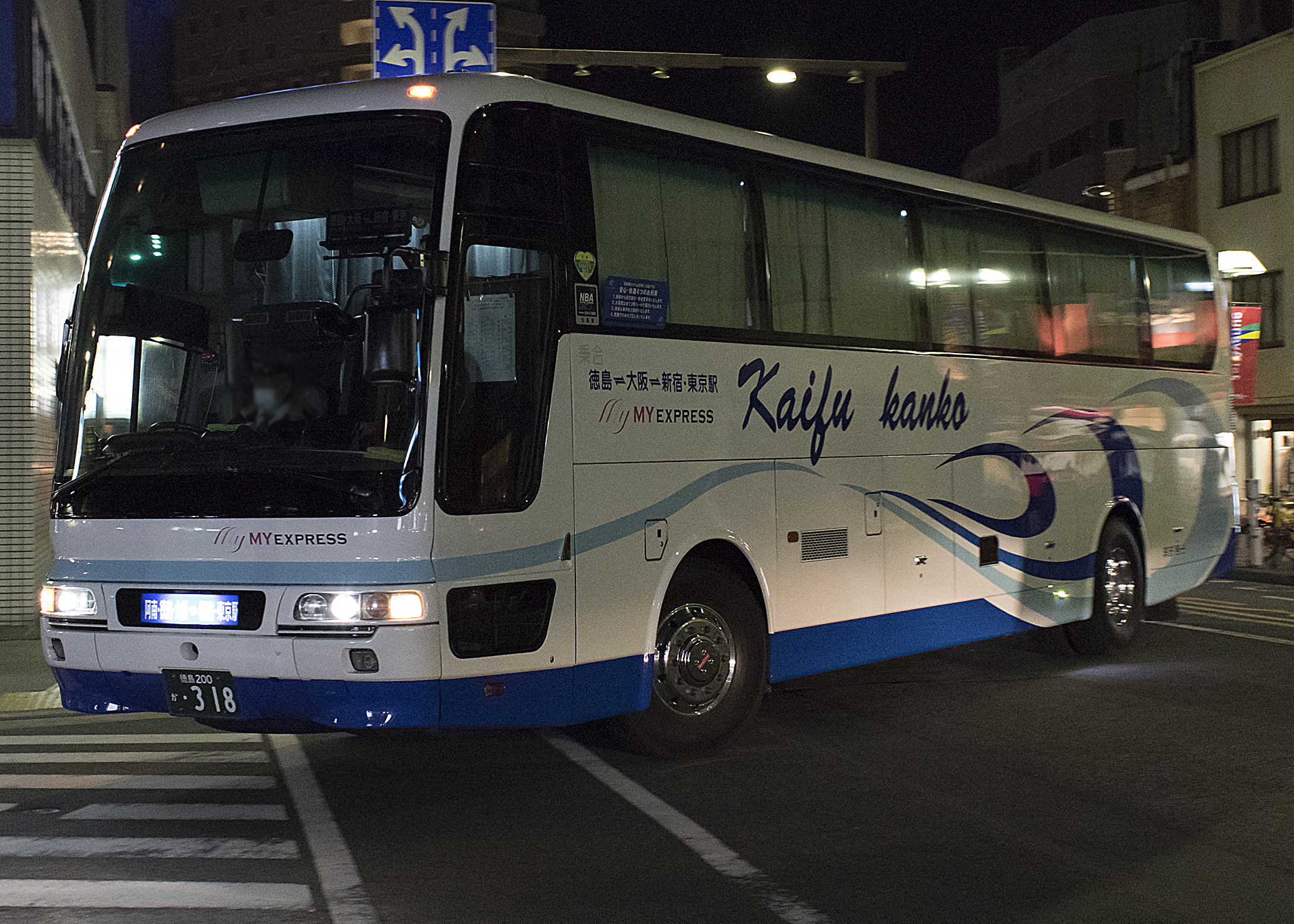
3列独立シート車

### 関西線（阿南 - 大阪国際空港）
海部観光阿南営業所から大阪の中心部である梅田を経由し、大阪国際空港（伊丹空港）までを結ぶ。途中、神戸淡路鳴門自動車道・室津パーキングエリアにて休憩をとる。1日9往復運行されている。うち6往復は三宮、5往復はなんばを経由する。

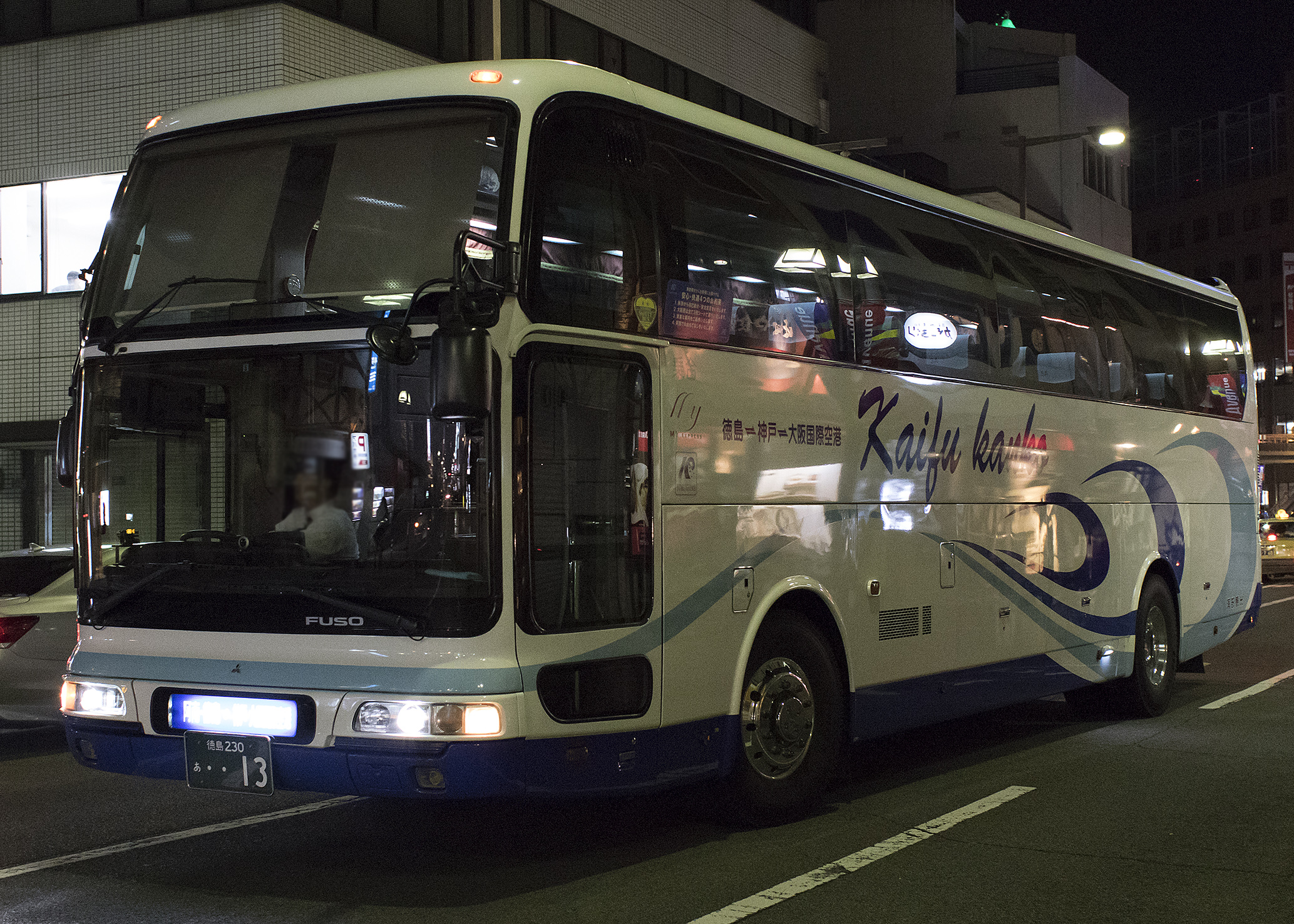
4列シート車

### 過去の路線
- 関西線（徳島 - 大阪国際空港） ※徳島駅前営業所始終着の路線
- 関西線（藍住 - 大阪国際空港）
- 京都線（徳島 - 京都） ※2020年7月28日より運休中

### 停留所
徳島県内
- 阿南津乃峰（JR四国阿波橘駅から約300m）
- スマイルホテル阿南（JR四国阿南駅からから約500m）
- 阿南那賀川（国道55号阿南道路・道の駅公方の郷なかがわ隣）
- みはらしの丘 あいさい広場（小松島市立江町炭屋ヶ谷）
- 小松島（国道55号徳島南バイパス・日開野交差点そば）
- 大野（徳島市八万町、国道55号線・大野交差点そば）
- 徳島グランヴィリオホテル（徳島県庁隣）
- 徳島駅前営業所（徳島駅から約150m）
- 松茂とくとく前（上り便のみ）
- 松茂物産館前（下り便のみ）
- バスポート松茂
- 高速鳴門バスストップ
- 大塚国際美術館（一部停車）
- アオアヲナルトリゾート（一部停車）

関西地区
- 神戸三宮（神戸国際会館前、一部停車）
- 大阪駅（桜橋口・ALBi前）
- なんば（なんばウォークB5入口前、一部停車）
- 大阪国際空港

東京地区
- バスタ新宿
- バスターミナル東京八重洲

## 関連会社
- 株式会社フロンティアK（貸切バス事業）

## 不祥事
- 2018年6月12日、4月に入社し研修中だった50代の男性運転手（他のバス事業者での運転経験あり、本件の2日後に依願退職）が大阪線に乗務中、ギアを低速のまま走行していたところ、同乗の指導員にギアを上げるよう指示されたが、これに従わなかったばかりでなく、停車予定がない淡路島南PAに入り、以後の運転を拒否する事態が発生した[16][17]。指導員は乗務前に健康状態のチェックなどを含む点呼を受けていなかったため運転を代わることができず、乗客は約1時間後に到着した救援便で目的地へ向かった[16][17]。乗客からの苦情により四国運輸局が監査を行ったところ、安全などに関する講習を運転手全員に受けさせていなかったとして、同年10月24日付で同社と運行を担っていた関連会社に対し文書警告の行政処分を行った[16][17]。同年11月9日、海部観光は徳島市内の阿波観光ホテルで記者会見して陳謝し[17][18]、今後は指導員も含む全乗務員に点呼を実施するとした[17]。記者会見ではドライブレコーダーの記録を開示し、案内用マイクのスイッチを入れたまま運転手と指導員が口論した経緯などを明らかにした[17]。運転手は他の職員とのトラブルもなく、会社の事情聴取に対し「なぜこんなことをしたのか分からない」と涙ながらに反省していたという[17]。同社は乗客に対し金銭的な補償をするが、運転手に対する法的措置は検討しないと述べた[17]。同年11月12日、海部観光は公式ホームページに「お詫びと御報告」を掲載した[18]。